# Documentos de Google
Documentos de Google (también llamado Google Docs) es un procesador de texto en línea que se incluye como parte de la suite Google Docs Editors basada en la web de Google, que también incluye Hojas de cálculo de Google, Presentaciones de Google, Dibujos de Google, Formularios de Google, Google Sites y Google Keep.

## Historia
Documentos de Google se originó a partir de dos productos separados: Writely y XL2Web. Writely era un procesador de textos basado en la web creado por la compañía de software Upstartle y lanzado en agosto de 2005. Comenzó como un experimento de los programadores Sam Schillace, Steve Newman y Claudia Carpenter, probando la entonces nueva tecnología AJAX y el "contenido editable" en los navegadores. El 9 de marzo de 2006, Google anunció que había adquirido Upstartle. En julio de 2009, Google eliminó el estado de prueba beta de Google Docs. En marzo de 2010, Google adquirió DocVerse, una empresa de colaboración de documentos en línea. DocVerse permitió la colaboración en línea de varios usuarios en documentos de Microsoft Word, así como en otros formatos de Microsoft Office, como Excel y PowerPoint. Las mejoras basadas en DocVerse se anunciaron e implementaron en abril de 2010. En junio de 2012, Google adquirió Quickoffice, una suite de productividad de propiedad gratuita para dispositivos móviles. En octubre de 2012, Google cambió el nombre de los productos Drive y Google Docs se convirtió en Documentos de Google. Al mismo tiempo, las aplicaciones de Chrome fueron lanzados, que proporcionaron accesos directos al servicio en la página de nueva pestaña de Chrome. En febrero de 2019, Google anunció sugerencias gramaticales en Docs, ampliando su revisión ortográfica mediante el uso de técnicas de traducción automática para ayudar a detectar errores gramaticales complicados. En marzo de 2023, Documentos, junto con Presentaciones y Hojas de cálculo, introdujo un nuevo tema de interfaz de usuario.

## Plataformas
Se puede acceder a Documentos de Google a través de un navegador de Internet como una aplicación basada en la web y también está disponible como una aplicación móvil en Android e iOS y como una aplicación de escritorio en Google en Chrome OS, Windows, Linux, etc.
Documentos de Google está disponible como una aplicación web compatible con los navegadores web Google Chrome, Mozilla Firefox, Internet Explorer, Microsoft Edge y Apple Safari. Los usuarios pueden acceder a todos los documentos, así como a otros archivos, de forma colectiva a través del sitio web de Google Drive. En junio de 2014, Google lanzó una página de inicio del sitio web dedicada a Documentos, que contiene solo archivos creados con el servicio. En 2014, Google lanzó una aplicación móvil dedicada para Documentos en los sistemas operativos móviles Android e iOS. El sitio web móvil de Documentos se actualizó en 2015 con una interfaz "más simple y uniforme", y aunque los usuarios pueden leer archivos a través de los sitios web móviles, los usuarios que intentan editar serán redirigidos a la aplicación móvil dedicada, lo que impide la edición en la web móvil.

## Características

### Edición

#### Historial de colaboraciones y revisiones

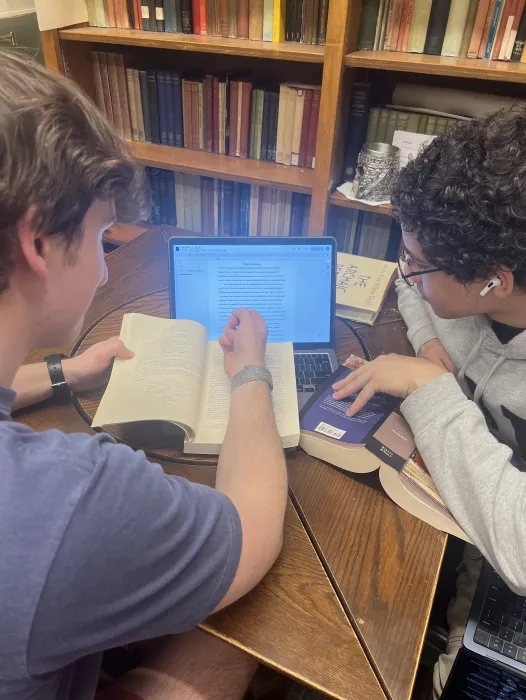
La edición colaborativa en Google Docs puede ser útil para documentos y ensayos.

Documentos de Google y las demás aplicaciones de la suite Google Drive funcionan como una herramienta colaborativa para la edición cooperativa de documentos en tiempo real. Los documentos pueden ser compartidos, abiertos y editados por varios usuarios simultáneamente y los usuarios pueden ver los cambios de carácter por carácter a medida que otros colaboradores realizan ediciones. Los cambios se guardan automáticamente en los servidores de Google y se guarda automáticamente un historial de revisión para que las ediciones anteriores se puedan ver y revertir. La posición actual de un editor se representa con un color/cursor específico del editor, por lo que si otro editor está viendo esa parte del documento, puede ver las ediciones a medida que ocurren. Una funcionalidad de chat en la barra lateral permite a los colaboradores discutir las ediciones. El historial de revisión permite a los usuarios ver las adiciones realizadas a un documento, con cada autor distinguido por color. Solo se pueden comparar las revisiones adyacentes y los usuarios no pueden controlar la frecuencia con la que se guardan las revisiones. Los archivos se pueden imprimir o exportar a la computadora local de un usuario en una variedad de formatos (ODF, HTML, PDF, RTF, Formato de texto, Office Open XML). Los archivos se pueden etiquetar y archivar con fines organizativos.

#### Explorar
En 2012 se introdujo una herramienta de investigación básica. Esto se amplió a "Explorar" en septiembre de 2016, que tiene una funcionalidad adicional a través del aprendizaje automático. En Google Documentos, Explore muestra resultados de búsqueda de Google relevantes basados en la información del documento, lo que simplifica la recopilación de información. Los usuarios también pueden marcar el texto de un documento específico, pulsar Explorar y ver los resultados de la búsqueda basados únicamente en el texto marcado.
En marzo de 2014, Google presentó complementos, nuevas herramientas de desarrolladores externos que agregan más funciones a Documentos de Google. Para ver y editar documentos sin conexión en una computadora, los usuarios deben usar el navegador web Google Chrome. Una extensión de Chrome, Google Docs Offline, permite a los usuarios habilitar el soporte sin conexión para los archivos de Documentos en el sitio web de Google Drive. Las aplicaciones de Android e iOS admiten de forma nativa la edición sin conexión.
En junio de 2014, Google introdujo "Ediciones sugeridas" en Documentos; como parte del permiso de "acceso a comentarios", los participantes pueden sugerir ediciones que el autor puede aceptar o rechazar, en contraste con la capacidad de edición total. En octubre de 2016, Google anunció "Elementos de acción" para Docs. Si un usuario escribe frases como "Ryan para dar seguimiento al guion de la nota clave", el servicio asignará de manera inteligente esa acción a "Ryan". Google afirma que esto facilitará que otros colaboradores vean qué persona es responsable de qué tarea. Cuando un usuario visita Google Drive, Documentos, Hojas de cálculo o Presentaciones, cualquier archivo con tareas asignadas se resaltará con una insignia.
En diciembre de 2016, Google introdujo una función de citas rápidas en Google Docs. La herramienta de citas rápidas permite a los usuarios "insertar citas como notas al pie con solo hacer clic en un botón" en la web a través de la función Explorar que se introdujo en septiembre. La función de citas también marcó el lanzamiento de las funcionalidades de Explorar en las cuentas de G Suite for Education.

### Archivos
Admite abrir y guardar documentos en formato OpenDocument estándar, así como en formato de texto enriquecido, texto Unicode sin formato, HTML comprimido y Microsoft Word. Se implementa la exportación a formatos PDF y EPUB.
Permite a los usuarios crear y editar documentos en línea mientras colaboran con otros usuarios en tiempo real. Las ediciones son rastreadas por el usuario con un historial de revisión que presenta los cambios. La posición de un editor se resalta con un color y un cursor específicos del editor y un sistema de permisos regula lo que los usuarios pueden hacer. Las actualizaciones han introducido funciones que utilizan el aprendizaje automático, incluido "Explorar", que ofrece resultados de búsqueda basados en el contenido de un documento, y "Elementos de acción", que permiten a los usuarios asignar tareas a otros usuarios.

#### Formatos de archivo admitidos
Los archivos en los siguientes formatos se pueden ver y convertir a su formato Docs:
- Para documentos de texto con formato: OpenDocument, formato de texto enriquecido, HTML, Formato de compresión ZIP (comprimido), Archivo de texto, Unicode, Microsoft Word.

#### Límites de archivos
Los límites para los tamaños de archivos insertables, la longitud y el tamaño total del documento se enumeran a continuación:
- Hasta 1,02 millones de caracteres, independientemente del número de páginas o el tamaño de fuente. Los archivos de documentos convertidos al formato .gdoc (Docs) no pueden tener más de 50 MB. Las imágenes insertadas no pueden tener más de 50 MB y deben estar en formato .jpg, .png o .gif.

### Google Workspace
Documentos de Google y el conjunto de Google Docs Editors son gratuitos para uso individual, pero también están disponibles como parte de Google Workspace centrado en los negocios de empresa, lo que permite una funcionalidad adicional enfocada en el negocio con el pago de una suscripción mensual.

### Otras funcionalidades
Se encuentra disponible una herramienta llamada “Buscar y reemplazar”. Google ofrece una extensión para el navegador web Google Chrome llamada: “Edición de Office para Documentos, Hojas de cálculo y Presentaciones” que permite a los usuarios ver y editar documentos de Microsoft Word en Google Chrome a través de la aplicación Documentos. La extensión se puede usar para abrir archivos de Office almacenados en la computadora usando Chrome, así como para abrir archivos de Office que se encuentran en la web (en forma de archivos adjuntos de correo electrónico, resultados de búsqueda web, etc.) sin tener que descargarlos. La extensión está instalada en Chrome OS de forma predeterminada.
Google Cloud Connect era un complemento para Microsoft Office de las versiones 2003, 2007 y 2010 que podía almacenar y sincronizar automáticamente cualquier documento Word a Google Docs en formatos de Google Docs o Microsoft Office. La copia en línea se actualizaba automáticamente cada vez que se guardaba el documento de Microsoft Word. Los documentos de Microsoft Word podrían editarse sin conexión y sincronizarse más tarde cuando estén en línea. Google Cloud Connect mantuvo versiones anteriores de documentos de Microsoft Word y permitió que varios usuarios colaboraran trabajando en el mismo documento al mismo tiempo. Se suspendió en abril de 2013 porque, según Google, Google Drive logra todas las tareas anteriores, "con mejores resultados". En enero de 2022, Google anunció la marca de agua de texto función al procesador de textos, lo que permite a los usuarios crear o importar marcas de agua a un documento. Además de las marcas de agua de texto, también se pueden agregar marcas de agua de imagen al documento.

## Recepción
En una revisión de diciembre de 2016 de Google Docs y el paquete de software Drive, Edward Mendelsohn de PC Magazine escribió que el paquete era "visualmente elegante" con una "colaboración sin esfuerzo", pero, junto con Hoja de Cálculo y Presentaciones, "era menos poderoso que otras suites basadas en escritorio". Al comparar la suite ofimática de Google con la de Microsoft y la de Apple, afirmó que "Google Docs solo existe en su navegador web", lo que significa que los usuarios tienen un "conjunto de funciones más limitado" que "la configuración espaciosa y potente de una aplicación de escritorio". Escribió que el soporte fuera de línea requería un complemento, describiéndolo como "menos conveniente que aplicación de escritorio, y debe recordar instalarla antes de que la necesite". Mendelsohn elogió la interfaz de usuario, describiéndolo como "elegante, muy útil" con un "rendimiento rápido, y que el historial de revisión lo alerta sobre cambios recientes y almacena registros detallados de revisiones". Con respecto a la funcionalidad Explorar, la reconoció como la "nueva función más ingeniosa" de la suite y superó las funciones comparables de Microsoft Office. Describió la calidad de las importaciones de archivos de Word como "fidelidad impresionante". Resumió elogiando a Google Docs y al paquete Drive por tener: "el mejor equilibrio entre velocidad y potencia, y también las mejores funciones de colaboración", al tiempo que señaló que: "carece de algunas funciones que ofrece Microsoft Office 365, pero también era más rápido para cargar y guardar en nuestras pruebas".

## Problemas

### Incidente dephishingen 2017
En mayo de 2017, se propagó por Internet un ataque de phishing que se hacía pasar por un correo electrónico para compartir documentos de Google Docs. El ataque enviaba correos electrónicos simulando ser alguien que el objetivo conocía, solicitando compartir un documento con ellos. Una vez pulsado el enlace del correo electrónico, los usuarios eran redirigidos a una página real de permisos de la cuenta de Google, donde el software de suplantación de identidad, una aplicación de terceros llamada "Google Docs", solicitaba acceso a la cuenta de Google del usuario. Una vez concedido, el software recibía acceso a los mensajes de Gmail y a la libreta de direcciones del usuario y enviaba nuevas invitaciones de documentos fraudulentos a sus contactos.El ataque de phishing fue descrito por los medios de comunicación como "masivo"y "generalizado",y Napier López, de The Next Web, escribió que es "muy fácil caer en la trampa". Una de las razones por las que el ataque era tan eficaz era que sus mensajes de correo electrónico pasaban a través del software de spam y seguridad, y utilizaban una dirección real de Google. En cuestión de horas, Google detuvo y corrigió el ataque: "Hemos tomado medidas para proteger a los usuarios de un correo electrónico que suplantaba la identidad de Google Docs y hemos inhabilitado las cuentas infractoras. Hemos eliminado las páginas falsas, enviado actualizaciones a través de Safe Browsing y nuestro equipo de abusos está trabajando para evitar que este tipo de suplantación de identidad vuelva a producirse".
El mismo día, Google actualizó Gmail en Android para incluir protección contra ataques de phishing. Los medios de comunicación señalaron que, aunque la protección añadida se anunció el mismo día que el ataque, "es posible que no haya evitado el ataque de esta semana, ya que ese ataque implicaba una aplicación maliciosa y falsa de "Google Docs" que estaba alojada en el propio dominio de Google". A principios de mayo de 2017, Ars Technica informó de que "al menos tres investigadores de seguridad" habían planteado cuestiones sobre la amenaza, uno de ellos en octubre de 2011, y que el atacante o atacantes detrás del incidente real "pueden haber copiado la técnica de una prueba de concepto publicada por un investigador de seguridad en GitHub en febrero". Además, el informe señalaba que Google había sido advertida en repetidas ocasiones por los investigadores sobre la amenaza potencial, y el investigador de seguridad Greg Carson declaró a Ars Technica que "no creo que Google comprendiera plenamente la gravedad del abuso que podría sufrir, pero sin duda los hackers sí".

### Error "Condiciones del servicio" de 2017
En octubre de 2017, Google publicó una actualización del lado del servidor de su código base, que comenzó a marcar incorrectamente documentos aleatorios como violaciones no especificadas de sus políticas de "Condiciones del servicio". Poco después se publicó una solución, aunque el problema se hizo notable por el alcance del control de Google sobre el contenido de los usuarios, incluido su análisis del contenido de los documentos, así como por su capacidad para cerrar el acceso a los usuarios en cualquier momento, incluso durante momentos críticos de trabajo.